# The Heat Is On (piosenka)
The Heat Is On – piosenka napisana przez Niemca Harolda Faltermeyera i Anglika Keitha Forseya, która nagrana została przez Glenna Freya. Utwór znalazł się na ścieżce dźwiękowej do filmu Gliniarz z Beverly Hills z 1984 roku.

## Historia
„The Heat Is On” stał się przebojem, zatrzymując się na 2. miejscu Billboard Hot 100 w marcu 1985 roku, ulegając jedynie singlowi z utworem „Can’t Fight This Feeling” zespołu REO Speedwagon. Piosenka zdobyła także międzynarodową popularność, m.in. w Kanadzie (#8), Niemczech (#4), Szwecji (#5), Norwegii (#2) i Wielkiej Brytanii (#12). W Stanach, jest to najwyżej ulokowany solowy singiel spośród członków rockowego zespołu Eagles, którego Frey był współzałożycielem. 
Tempo mid-to-up utworu przedstawia stabilne uderzenia perkusji, syntezator, i gitarę, oraz powtarzany riff saksofonu, który uzupełnia przesłanie tekstu. Solo na gitarze gra sam Frey.
Teledysk był często nadawany przez amerykańską stację muzyczną MTV. Klip pokazywał montażystę składającego sceny z filmu Gliniarz z Beverly Hills, gdy Frey i zespół gra piosenkę w sąsiednim pokoju. Wideo przeplatane było także filmowymi scenami akcji. Wśród muzyków w wideoklipie widoczna jest saksofonistka Beverly Dahlke-Smith (na instrumencie jednak w rzeczywistości zagrał David Woodford) i Michael Huey – dotychczasowy perkusista Freya.
Nagranie trafiło później na albumy Glenna Freya:
- Glenn Frey Live (1993)
- Solo Collection (1995)

## Lista utworów
| Singiel 7” 1. „The Heat Is On” 3:45 2. „Shoot Out” (H. Faltermeyer) 2:44 | Singiel 12” 1. „The Heat Is On” (Extended Version) 6:04 2. „The Heat Is On” (Dance Version) 5:40 3. „The Heat Is On” (Dub Version) 2:39 |

## Listy przebojów
| Listy przebojów (1985)           | Najwyższa pozycja |
| -------------------------------- | ----------------- |
| Billboard Hot 100                | 2                 |
| Canadian Singles Chart           | 8                 |
| UK Singles Chart                 | 12                |
| Media Control Charts             | 4                 |
| Ö3 Austria Top 40                | 27                |
| Schweizer Hitparade              | 5                 |
| Dutch Top 40                     | 19                |
| SNEP                             | 47                |
| VG-Lista                         | 2                 |
| Sverigetopplistan                | 5                 |
| Official New Zealand Music Chart | 22                |
| ARIA Charts                      | 22                |

## Nawiązania do utworu
- „The Heat Is On” został wykorzystany podczas sekwencji wyścigów samochodowych w filmie 30 minut lub mniej[13].
- Utwór można usłyszeć w reklamie koncernu Coca-Cola z lutego 2012 roku[14].